# 国清寺 (伊豆の国市)
国清寺（こくせいじ／こくしょうじ）は、静岡県伊豆の国市奈古谷にある臨済宗円覚寺派の寺院である。室町時代に関東十刹に列せられた。中世には伊豆国における山内上杉氏の本拠地（守護所）だったとも推測される、山内家の氏寺的存在の寺であった。

## 概要

### 臨済宗十刹
上杉憲顕の開基、無礙妙謙を開山とする。本尊は木造釈迦如来坐像（伊豆の国市指定文化財）。現存する建物は本堂、仏殿、鐘楼、庫裏のみだが、かつては塔頭78を持つ一大伽藍であった。康暦2年（1380年）の足利義満が将軍の時に、外護者の関東管領山内上杉家の強力なバックアップがあり、関東十刹に列せられたことが『関東五山記』にみえる。『鎌倉大草紙』によれば、七堂伽藍が建立され、朱楼・紺殿がそびえ、500人の僧徒を配置したとみえる。
由緒沿革の古いことから円覚寺派の中でも特異な位置を占めており、江戸時代には相当の末寺を持ち、慶応4年（1868年）の末寺帳には68、さらにその下に23を数えるほどで、その範囲は田方郡下全域及び沼津市西浦、賀茂郡西伊豆町にも及ぶものであった。また寛政11年（1799年）に描かれた「豆州田方郡奈古谷村國清寺幷諸塔絵図面」には、想門・仏殿（現存）・鐘楼（現存）・方丈（現存）・庫裡（現存）や現存子院の高岩院・徳燐院・龍泉院・末月院と、鳳林庵（跡地）・授福寺（野火焼失）・要津庵（廃寺）・白泉庵（廃寺）などの200余年前の国清寺の姿や子院の位置関係と、これらを囲むかのような山並みの様子が描かれており、往時の姿を知ることができる。歴代の国清寺の住持は第3代の天鑑存円や第4代の在中廣衍にみられるように建長寺、円覚寺と交流を持っていた。
寛永13年（1802年）に寺が円覚寺から離れようとした際に、その責を問われて塔頭の高岩院の悦藏主が幕府より公儀の上で伊豆大島に流されるという事件がおきており、その後円覚寺から新たに派遣されて高岩院塔主となった玄旨妙義によって幻住派とよばれる伝法を重視する法系が寺に流入し、この法脈を末寺まで浸透させることで国清寺は寺院間の結合を強くしていた。現在は無住となっており、国清寺高岩院の住職・黒石徳翁氏が管理をしている。

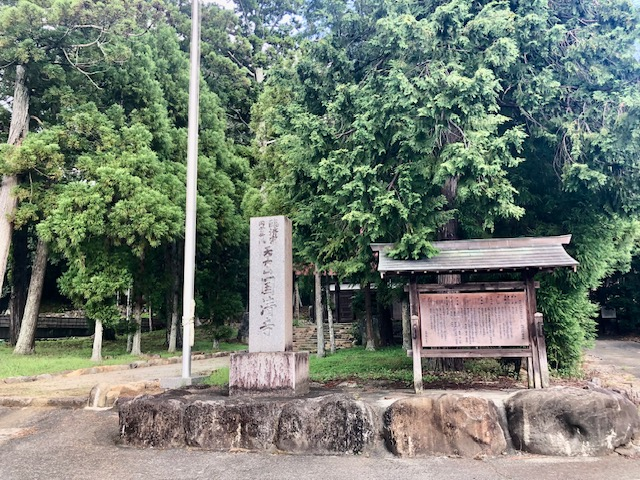
国清寺入口（正面）

## 歴史

### 創建の歴史
国清寺の創建については複数の説があり、鎌倉公方の足利基氏・氏満に仕えた禅僧・義堂周信の詩文集『空華集』によれば、文覚上人の旧居跡にあった律宗寺院（現国清寺の山側にあった真言宗・授福寺（奈古谷寺とも））を、関東管領上杉憲顕が禅宗に改めて建立したといわれる。また『静岡県史』によれば、授福寺は南北朝期以降も国清寺の末寺として存続しており、享保6年（1721年）以前に国清寺に組み込まれたとみられている。『鎌倉大草紙』は、建武3年（1335年）に京都で戦死した上杉憲房の追善供養のために、息子の憲顕が憲房の遺領であった伊豆国奈古谷に修築し、無礙妙謙が開山として迎えられ、臨済宗の寺院となったと記している。
また康永元年（1342年）に憲顕が憲房の七回忌に際して妙謙を開山として建立したという説もあり、貞和4年（1348年）には妙謙により宝篋印塔が建立されている。この宝篋印塔には基台部分に「貞和四戌子七月吉日、沙門妙謙之を立つ」とあることから、妙謙がこの時点で国清寺の住持をつとめていたことが確実である。『本朝高僧伝』によると妙謙は中国の天台山国清寺で修行したことがある僧侶であり、国清寺の名づけも妙謙によるものと推測されている。久保田順一は、石造物をただちに寺の創建と結び付けることは困難だと指摘しつつも、暦応期（1338年～1342年）などの南北朝初期に創建されたとみる事は妥当だが、『鎌倉大日記』にある七堂伽藍が応安元年（1368年）に整備されたという記述も無視できないとしている。憲顕の子の上杉憲方は妙謙の下で修業していたことが「上椙系図大概」にみえている。上杉氏は国清寺の創建以来、韮山とつながりを深めていった。
一方で『豆州志稿』に所収の「寺記」と、「寺記」の根拠となる国清寺所蔵の大永8年（1528年）に成立した『天長山国清万年禅寺諸塔目録』によれば、国清寺の創建は暦応期（1338～1342年）または康安元年（1361年）に、畠山国清（法名：天献道誓）が創建して、憲顕（法名：桂山道昌）が応安元年（1368年）に寺を修築した再興の開基となっている。
ただしこの説は『韮山町史』によって見直しが図られており、同書によると、まず『天長山国清万年禅寺諸塔目録』が200年以上後にできた記録であり、その記述内容を見ても ①畠山国清が国清寺で没したとする所伝がまず誤りである（※畠山国清は康安2年（1362年）に京都または奈良で没したことが確実である）、②寺の名は畠山国清が創建したから国清寺と名付けたとする一方で、同書の他の箇所には中国の天台山国清寺から引っ張ってつけたという記述も存在する、③南北朝時代の暦応年間の創建としながら、それ以前の鎌倉幕府が滅亡した元弘3年（1333年）の政治的どさくさで寺が衰微したといった自己矛盾な記述がある、といった問題点が複数存在する。これは国清寺の開基をどうしても畠山国清に結びつけようとするために発生したものであり、「寺記」の創建に関わる事についてはあまり信頼できないのではないか、と指摘されている。国清寺の開基が憲顕ではなく畠山国清とする説は、名前の同一性以外にも、上杉色を消して畠山色を強くした方が、寺の存続のために有利とされた時期があったことを物語るものであると指摘されている。
なお同寺には国清の墓と伝えられる石塔と国清の位牌が祀られており、これは鎌倉公方の足利基氏と敵対して京都または奈良で不遇の死を遂げた国清への一種の怨霊鎮めの意味を込めて、国清にゆかりのある伊豆の、その中心というべき国清寺に、上杉氏の手で国清の霊を祀ったものと考えられている。ただし、国清の関係者の間では、国清自身が創建した伊豆の吉祥寺の方に祀られたとみられていたようで、国清の死の8年後に国清の弟の畠山国煕が吉祥寺で菩提を弔っている。
国清寺の正しい開基が憲顕であることについては、『空華集』に妙謙を招いた「上椙戸部少卿」の戸部少卿が民部大輔の唐名であり、当時の上杉民部大輔に該当するのが憲顕であることや、『天長山国清万年禅寺諸塔目録』にある暦応年間の創建についても憲房の七回忌の康永元年＝暦応5年である1342年となることから、この年に憲顕が妙謙を招いて創建したものと考えられている。なお「上椙系図大概」に国清寺の創建が建武期まで遡るという記事があることについては、憲房が奈古谷に寺院を設けようとしたことが、誤って子の憲顕のこととして入ったものと推測されている。応安元年（1368年）9月19日に憲顕が亡くなると、『鎌倉大草紙』によれば憲顕の遺骸は国清寺に運ばれて荼毘に付され、葬られたという。康暦2年（1380年）に国清寺は五山十刹制度における准十刹の第6位に列せられ、明徳4年（1393年）8月13日には鎌倉公方の足利氏満から武蔵国都筑郡石河郷堀内の田地・在家・山野・畠が、国清寺の宝泉庵に寄進されている。開山の妙謙は30年かけて寺を整備し、法弟である源叟妙本を国清寺二世とし、自身は建長寺正続庵主となった後、応安2年（1369年）7月13日に没した。

### 伊豆国の山内上杉氏の本拠地として
至徳4年（1387年）、憲顕の子孫で山内上杉家の上杉憲方が、惣領（当時は上杉顕房）が保護すべき上杉氏ゆかりの寺院の1つに、鎌倉の明月院・報恩寺等とともに国清寺を定めた。同年に関東十刹に列している。応永14年（1407年）には、当時山内上杉家の家督だった上杉憲定が、鎌倉の佐助にある山内上杉家の館近くにも、伊豆国清寺と併存する形で同名の国清寺を建立した。ただし鎌倉の国清寺は、後述の応永23年（1420年）におきた上杉禅秀の乱の際に、山内上杉家の館とともに炎上し、姿を消している。
応永23年（1416年）10月2日、4代鎌倉公方の足利持氏に対し、犬懸上杉家の上杉禅秀（氏憲）が反乱を起こすと、当時の関東管領上杉憲基が持氏を奉じて小田原方面に逃れるが、『鎌倉大草紙』には味方の持氏軍・敵の禅秀軍がともに憲基の行先を国清寺と推定していたことが記述されており、山内上杉家の伊豆の本拠地が国清寺であると認識されていたことがわかっている。また当時の国清寺には「御奉公の面々」（上杉氏に奉公する武士）や、『鎌倉大蔵氏』の記述より同寺に軍事的備えである高矢倉（櫓）が存在していたことが指摘されており、軍事的な備えを持つ城郭寺院でもあった。同月10日には逃げる持氏方を追って禅秀方の狩野氏が国清寺を攻める、奈古谷合戦が起きた。持氏が実際に国清寺に潜伏したかは不明だが、逃げる持氏方を追ってこの合戦が起きたことは事実である。
上杉禅秀の乱は鎮圧されるが、その後持氏と関東管領の上杉憲実の間に衝突が発生し、永享11年（1439年）には持氏が室町幕府将軍・足利義教に対して永享の乱を起こした結果、敗れた持氏は自害することになる。乱が終結すると、不義の心を持たないのに持氏の敵となってしまった憲実は自害を試みるも家臣に阻まれ、時期は不明ながら政界を引退して出家し、永享11年（1439年）末にこの伊豆国清寺に退いたといい。田辺久子によれば、憲実の法名「雲洞院高岩長棟」が、南北朝時代に亀川妙智ら3人により開創された国清寺の塔頭「高岩院」と名前の類似性がみられるが、この関係を確かめる術はないという。永享12年（1440年）3月27日に、義教が国清寺に蟄居する憲実に鎌倉帰参を命じ、憲実は同年4月6日に要請に応えて鎌倉へ戻った。

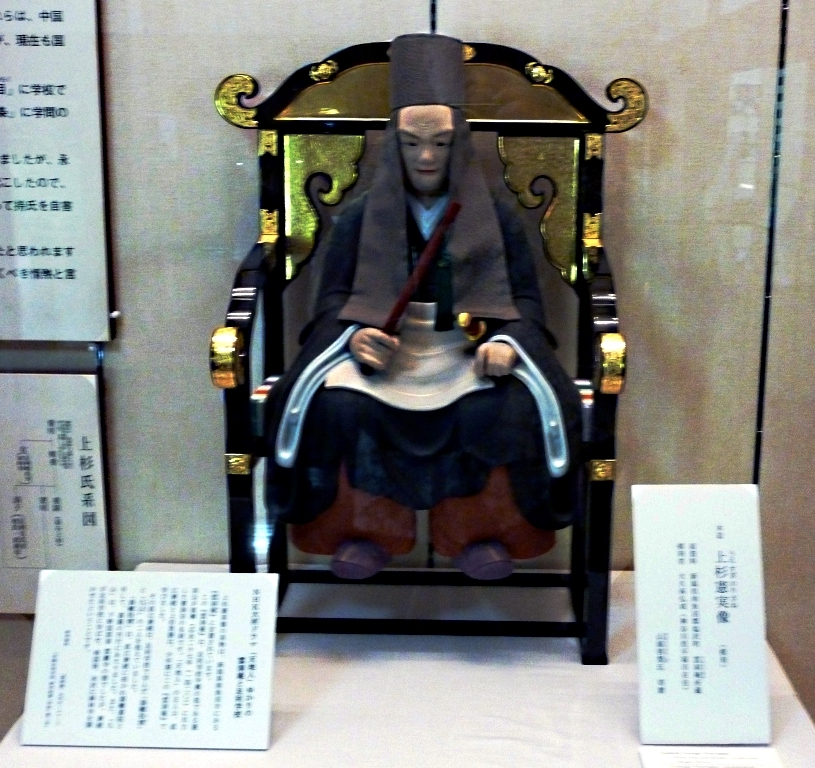
上杉憲実像（栃木県足利市・足利学校）

盛時の国清寺の規模は非常に広大で、国清寺の入り口は奈古谷に隣接する大字多田のところにあり、奈古谷全体を含むほど広大な寺領を推定できるほどであり、さらには上杉氏の館跡の伝承が周辺に全く残っていないことから、国清寺そのものが上杉氏の屋敷、守護所であったと推測されている。また国清寺の寺領内には独立した建物として文庫があったといい、下野国足利学校に五経や金沢文庫から持ち出していた文庫本を寄進するなど、山内上杉家歴代の中で最も学問とのかかわりが深く、かなりの量の蔵書を持っていた憲実との関係が考えられている。

### 戦国期
享徳3年（1455年）、5代鎌倉公方の足利成氏が反幕府の姿勢を鮮明にして享徳の乱を起こすと、幕府は駿河国守護の今川範忠らを派遣し、下野の宇都宮等綱や下総の千葉胤直らも加わって成氏を討伐しようとした。成氏はこれらを退けたが鎌倉に戻れなくなり、拠点を古河に移して古河公方となる。しかし長禄2年（1458年）に京の幕府から派遣された足利政知も関東に入ることができず伊豆堀越（静岡県伊豆の国市）に留まり堀越公方となっていた。

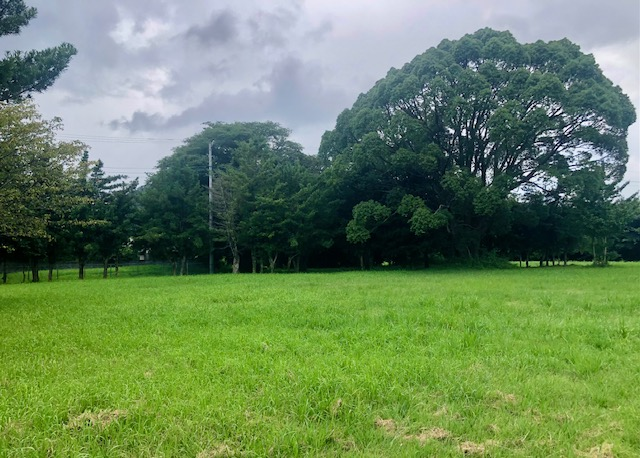
伝堀越御所跡（伊豆の国市）

『碧山日録』の寛正元年（1460年）5月7日条によると、同日に長駆伊豆まで攻め込んでいた成氏が、政知が宿所（本陣とも）としていた国清寺を襲撃し、成氏方のものによって国清寺は焼かれている。政知が国清寺にいたことについては、まだ当時堀越御所ができていなかったため政知が仮宅として国清寺に入っていたか、堀越御所は一部完成していたものの防御面がまだ弱かったため、古河公方軍が攻め込んでくると聞いて、軍事的拠点となる国清寺に移ったものと考えられている。同年同月に、国清寺の造営工事が行われている。
明応2年（1493年）に堀越公方を攻めて韮山に進出した伊勢宗瑞（北条早雲）による伊豆平定にあたっては、明応6年（1497年）に宗瑞と戦い敗れた狩野氏が国清寺に逃げ込み、一族郎党が自刃している。

### 江戸時代
国清寺がある奈古屋は、戦国期には後北条氏の家臣の知行地や職人集の給地、近世初期には韮山藩領となり、慶長3年（1598年）に同藩の検地を受けて1313石4斗の基本石高が確定したが、これに若干の新田高と国清寺の朱印高20石が加えられていたことがわかっている。国清寺は江戸時代にも継続して寺領二十石の御朱印を有した。
慶長4年（1599年）時点では国清寺には6寺の塔頭が存在していた。『増訂豆州志稿』に基づいて作成された「韮山町近世寺院一覧」によれば、寛政3年（1793年）ごろの国清寺には7つの塔頭（高厳院・徳隣院・松月院・龍泉院・鳳泉院・要津院・養源院）と、国清寺に付属する毘沙門堂が存在した。天保3年（1832年）の「国清寺塔頭高改帳」では塔頭は5つ、徳隣院・龍泉庵が北奈古谷、高厳院・松月院・鳳林庵が南奈古谷にあった。これらの塔頭はそれぞれ、徳隣院が高26石余、龍泉庵が高3石余、高厳院が高11石余、松月院が高7石余、鳳林庵が高1石の年貢地を持っていた。
寛政4年（1792年）、江戸時代後期の幕臣の吉田桃樹が伊豆を旅した際に、奈古谷の国清寺に立ち寄り、住職の案内で毘沙門堂を訪れたことが、桃樹による旅行記『槃游余録』に記録されている。その記録には、道すがら「蛇石」などの国清寺から毘沙門堂までの参道に現在も所在する「七つ石」を見たことが記されており、江戸時代にも毘沙門道が参詣道として今と同じ道筋を通っていたことが分かっている。
江戸幕府はキリシタンの禁止や不審な信仰を薦める僧の摘発を行っており、慶応2年（1866年）、国清寺は末寺に対してキリシタン改を行っている。この頃の「村明細帳」にある国清寺の末寺は、長崎村の禅宗・長昌寺、四日市町の臨済宗・長徳寺があった。

### 明治時代以降
明治4年（1871年）には国清寺には4つの塔頭が存在したが、明治6年（1873年）10月4日に国清寺の塔頭の1つの重輪庵が、無住につき廃寺願を出している。明治17年（1884年）4月19日、国清寺に臨済宗円覚寺派中教院が開設された。大正13年（1924年）11月、韮山村と寺の間で韮山尋常高等小学校奈古谷分教場の校地として、宅地196坪（韮山村奈古屋字宝泉窪1511番地の2）、152坪（韮山村奈古屋字宝泉窪1512番地の1）、畑7畝27歩（韮山村奈古屋字宝泉窪1251番地の1）の土地貸借契約が結ばれた。
昭和10年（1935年）3月13日、国清寺が新築され入仏式が行われた。昭和2年（1928年）の町村道三島韮山線・伊豆長岡停車場線の県道移管ならびに、昭和37年（1957年）4月の村道一号線の県道移管の陳情書においては、沿道にある名勝史跡として韮山反射炉、蛭ヶ小島、韮山城址、江川邸、奈古谷温泉、畑毛温泉とならび「古刹国清寺」「名刹国清寺」として名が挙げられている。昭和12年（1937年）、国清寺開山佛眞禅師の六百遠忌にちなみ、函南町日守の東陽院住職の勝峰清幹（明治5年（1872年）生まれ、昭和26年（1951年）没）が『佛眞餘光』という国清寺の寺史を編集・刊行した。
平成3年（1991年）9月5日、寺の本尊である釈迦如来座像が韮山町の文化財に指定され、翌年の5月5日には釈迦如来坐像の修復開眼法要が行われた。修復作業は東北芸術工科大学・古備文化財修復所の牧野隆夫助教授が関わり、平成4年（1992年）から平成5年（1993年）10月15日までの約2年間行われた。この修理では像の台座と光背の分解補強等を行い、今後も釈迦如来坐像が信仰の対象として耐えうる形状を保ちつつ、文化財として長期間保存できるようにと、必要以上の手を加えないものであった。
国清寺は現在は無住で、国清寺高岩院の住職・黒石徳翁氏が管理をしている。

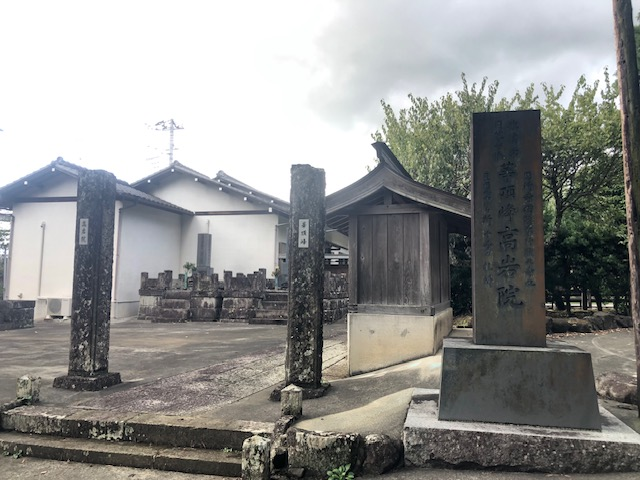
高岩院（国清寺塔頭奉行職寺院）

## 民俗・文化
- 修行僧が食べる国清汁（こくしょうじる・建長汁（けんちん汁）のみそ味版で、野菜を油で炒めて味噌仕立てにした具だくさんの汁で、人参・牛蒡・椎茸・里芋・豆腐などを具材とし、米のとぎ汁を加えるのが特徴[2]）はこの寺が発祥地で、600年の歴史を持つ郷土料理となっている[61]。国清寺のある奈古谷地区では平成14年（2002年）に 「国清汁研究会」を発足させて普及に乗り出しており、旅館など地元のひとたちに造り方を指導したり、行事で振舞っている[62]。
- 韮山町では大木を切った後に慰霊塔を建てることがあり、昭和37年（1952年）に国清寺のヌシと言われた樹齢300年以上のタンヨウショウ（一葉松）を切り倒した跡に「一葉松跡」という石塔が建てられている[63]。
- 12月の大晦日に除夜の鐘を行っている[64]。
- 1月3日には奈古谷毘沙門天の祭典が行われており、早朝祈禱には地域の人々が多く集まって参拝し、僧侶の読経や、奈古谷の当番組の人々が鈴を振りながら御詠歌を歌う[1]。また境内で地元の消防団が主催する「開運だるま市」が開催される[1]。だるま市の歴史は古く、もっとも古いもので「毘沙門天資金取扱帳」（国清寺蔵）に、昭和9年（1934年）1月3日の支出として毘沙門堂例祭の費用が記載されている記録が残っている[2]。
- この寺を舞台とした天狗にまつわる伝説が3つ伝わり、その中には後に塔頭の高岩院住職となった実在の人物・一兆和尚にまつわる「天狗にさらわれた一兆さん」という話がある[65]。

## 文化財
県指定有形文化財
- 木像金剛力士像（昭和50年3月25日指定[66]）

鎌倉時代のもので、国清寺に先行する授福寺の仏像であった可能性が高く、延慶3年（1310年）の銘文と享保10年（1725年）の修理銘がある。銘文によると文治2年（1186年）に源頼朝の発願により運慶・湛慶親子が造立し、延慶3年に修理されたとある。毘沙門堂仁王門内に安置されている。
市指定文化財
- 釈迦如来像

鎌倉時代初期のもので慶派の作風とみられる。金剛力士像と同じく授福寺の仏像であった可能性が高い。国清寺の本像で、境内中央の釈迦堂に光背を装い蓮華座に安置されている。桧材の割剥ぎ造り、漆箔、玉眼造りの像で、全体の作風は平安時代後期の古風さがみられるものの、水晶を眼にはめ込む技法や顔面部のはちきれるような力強い表現は鎌倉時代初期の運慶の作風にも近い趣があるといい、古参印元あたりの作の可能性とも考えられている。
その他
- 勅諡・佛眞禅師額

国清寺本堂正面に掲げられている後花園天皇直筆の額。
- 福徳賦与の弁財天

国清寺釈迦堂内の左側に安置されており（右側には徳川歴代将軍の位牌が祀られている）、平成5年（1993年）に釈迦如来坐像と同じく東北芸術工科大学の牧野助教授により修復されている。昔は国清寺境内にあった大きな池の辺に祀られていたが、寛文11年（1671年）に発生した大洪水「亥の満水」によって流出し、何年かを経て国清寺に帰り、再び元の池の辺に安置されたという伝承がある。

## 建物
- 仏殿

「大雄殿」といい、方形造鋼板葺の建物で延宝年間（1673年～1680年）の建立と伝えられている。本尊を安置しており、仏殿の周辺にはさらに古い礎石や雨落ち溝が残っている。仏殿から西に約30m離れた場所には直径1.5m程の疎石5個が露頭しており、その規則的配列からここに少なくとも柱間二間（約3.6m）の六脚以上の柱を持つ中門が存在していたことがわかっている。
- 鐘楼

延宝8年（1680年）に建立。
- 庫裡

天明年間（1781年～1788年） の建立で、昭和9年（1934年）に改修。
※以下は国清寺境内ではなく、国清寺の祠堂や支院などが元となった建造物。
- 毘沙門堂

国清寺の祠堂で、寺から南東へ山道を約2キロ上った山中にあり、国清寺の鎮守の毘沙門天を祀っている。現在の堂宇方形造鋼板葺の堂は明治39年（1906年）に建立され、昭和50年（1975年）に修理された。毘沙門堂への参道にある仁王堂は江戸時代の再建と推定されている。堂内にある毘沙門像は慈覚大師の作と伝えられており、寺伝では寿永年間（1182年～1185年）に頼朝が文覚に命じて奈古谷に多門堂を立てさせた時の堂がこの毘沙門堂であり、昔は授福寺の鎮守であったという。
- 観音堂

国清寺の南西のほど近くにある観音堂で、かつて多く存在した国清寺の支院を前身とし、時代とともに廃絶した他の諸堂に祀られていた仏像・神像・石塔などを収容しつつ、現在に至ったと考えられている。堂内には十王像・眷属・奪衣婆など多数の像や、市の指定文化財となっている「観音堂十王像」（非公開）が安置されており、現在も月1回の観音講が営まれている。入母屋造瓦葺の建物は昭和12年（1937年）に再建されたもので、当時の奉加帳が現在も保存されており、敷地内には鎌倉時代から室町時代にかけての五輪塔の一部や宝篋印塔の一部といった石造物が数多く所在する。 

## 墓所
- 伝上杉憲顕墓
- 伝畠山国清墓

国清寺本堂の裏手に開基塔とよばれる石垣で区画された場所があり、ここの五輪塔や宝篋印塔の残欠などがまつられている開基塔郡が、憲顕・国清の墓所と伝えられている。

## 歴代住職
| 世代 | 名前     | 示寂年             | 備考 |
| ---- | -------- | ------------------ | --- |
| 開山 | 無凝妙謙 | 応安2年（1369年）  | 後花園天皇が佛眞禅師と諡す。武州比企郡の出身で、寿福寺住職や円覚寺の住持となり、上杉憲顕によって開山として国清寺に迎えられた。                 |
| 1    | 源叟妙本 |                    | 無凝妙謙の法弟。 |
| 2    | 無二法一 | 明徳元年（1390年） | 正宗禅師。駿河国の出身で畠山義深が創建した浄因寺の一世となった後に国清寺に移り、その後永明寺を沼津豆之下畑に創建し開山始祖となった。           |
| 3    | 天鑑存圓 | 応永3年（1396年）  | 佛果禅師。国清寺に住持として赴任する時に義堂周信から七言絶句の詩を贈られている。                                                               |
| 4    | 在中廣衍 |                    | 佛語心宗禅師。国清寺に住した後、鎌倉の報国寺や上野の長楽寺などに移った。                                                                       |
| 5    | 東洲妙昕 |                    | 能仁寺から国清寺に移ったことを不満に思っており、これを義堂周信が諭した返書が『空華集』に残っている。                                           |
| 6    | 心院可直 |                    | 大同和尚に嗣法 |
| 7    | 久菴僧可 | 応永26年（1422年） | 佛印大光禅師。上杉憲将の子または、上杉憲顕の第6子というがいずれが正しいかは不明で、国清寺に住した後に円覚寺如意菴に居した。                    |
| 8    | 古剣妙快 |                    | 夢窓疎石に嗣法し、中国に渡り諸老に謁した後日本に戻り、国清寺、東光寺、建仁寺、建長寺等に歴住した。                                             |
| 9    | 大素中朴 |                    | 別傳和尚に嗣法。 |
| 10   | 春江中泰 |                    | 佛観和尚に嗣法し、後に建長寺80世。 |
| 11   | 大綱歸整 |                    | 円覚寺、建長寺の後に国清寺を領し、上杉憲顕の遠忌にあたり陞座の言葉を残している。                                                               |
| 12   | 大寧存淸 |                    | |
| 13   | 無言昌謹 |                    | 義堂周信に嗣法し、国清寺の後に浄智寺、建長寺に出世した。                                                                                       |
| 14   | 一曇聖瑞 |                    | 初めは国清寺に住み、その後報国寺、浄妙寺、円覚寺に移り、南禅寺に昇った。                                                                       |
| 15   | 剛仲祖井 |                    | 梅林禅師に嗣法。 |
| 16   | 以住廣淸 |                    | 在中禅師に嗣法。 |
| 17   | 耕隠宗尹 |                    | 佛眞法師に嗣法し、建長寺の106世となった。 |
| 18   | 養愚宗育 |                    | 在中和尚に嗣法した。 |
| 19   | 大建巨幡 |                    | 円覚寺(92世)に由り、建長寺(123世)に歴した。 |
| 20   | 朴中梵淳 | 永享5年（1433年）  | 適菴首座に嗣法し、国清寺に住した後は円覚寺(98世)、建長寺(137世)に出世し、鹿山に海会菴を作った。                                                |
| 21   | 楚材寳梁 |                    | 方崖和尚に嗣法。後に建長寺130世、寿福寺53世。                                                                                                  |
| 22   | 華宗心勞 | 文安2年（1445年）  | 瑞峰和尚に嗣法。国清寺に住したのち円覚寺(99世)、建長寺(125世)に出世。                                                                          |
| 23   | 桂巖存正 |                    | 佛果禅師に嗣法。 |
| 24   | 竹隠中簡 |                    | 古天和尚に嗣法。 |
| 25   | 龍田法震 |                    | 中山和尚に嗣法。 |
| 26   | 純菴曾牧 |                    | 佛眞禅師に嗣法。 |
| 27   | 宗嶽存正 |                    | 佛眞禅師に嗣法。 |
| 28   | 一瑞中曇 |                    | 曇芳和尚に嗣法し、後に円覚寺109世。 |
| 29   | 雲峰存悦 |                    | 寳相禅師に嗣法。 |
| 30   | 叔梁壽津 |                    | 佛印禅師に嗣法。 |
| 31   | 松隠摁棲 |                    | 密傳和尚に嗣法し、塔頭の松月院の開基となった。                                                                                                 |
| 32   | 直心存簾 |                    | 大寧和尚に嗣法。 |
| 33   | 伯温徳瑛 | 宝徳3年（1451年）  | 佛院禅師に嗣法し、円覚寺129世、建長寺148世となった。応永34年（1427年）に国清寺五百羅漢画像の疏を書いたが、現在この五百羅漢画像は失われている。 |
| 34   | 観堂得光 |                    | 量外和尚に嗣法し、後に建長寺146世。 |
| 35   | 蒲菴曾孝 |                    | 東海和尚に嗣法。 |
| 36   | 無敵世澤 |                    | 叟圓和尚に嗣法。 |
| 37   | 津菴法梁 |                    | 明湖和尚に嗣法 |
| 38   | 仙天總竺 | 文明12年（1480年） | 密伝和尚に嗣法し、後に円覚寺139世。 |
| 39   | 芳師妙續 | 文明17年（1485年） | 仲英和尚に嗣法し、後に円覚寺142世。 |
| 40   | 準甫摁迪 |                    | 仁仲和尚に嗣法。 |
| 41   | 桃谷存源 |                    | |
| 42   | 三英昌益 | 延宝2年（1674年）  | 岫雲和尚に嗣法。 |
| 43   | 悅岫法喜 |                    | |
| 44   | 大顚梵千 | 貞享2年（1685年）  | 美濃の出身で漢詩文・俳諧に通じ、『天長山国清万年禅寺諸塔頭目録』の写本を残した。国清寺の後には覚園寺の住持となった。                           |
| 45   | 來州妙持 | 元禄12年（1699年） | 大顚本を底本とし、『天長山国清万年禅寺諸塔頭目録』の備考などを追記した写本を残した。                                                           |
| 46   | 竹間惠憂 | 享保14年（1729年） | |
| 47   | 太痩妙嶺 | 天明6年（1786年）  | |
| 48   | 古巖□鑑  | 文化13年（1816年） | |
| 49   | 陽山□商  | 文政7年（1824年）  | |
| 50   | 樵巖周拙 | 文政9年（1826年）  | |
| 不明 | 竹潤妙其 | 明治22年（1887年） | |

## 交通

### 自動車
- 三島駅から伊豆縦貫自動車道大土肥経由で約40分
- 東名高速道路沼津IC→国道1号（三島市内）→国道136号（修善寺・下田方面）→原木駅南通りを東へ直進（沼津ICから約50分[1]）

### 電車
- 伊豆箱根鉄道、原木駅より徒歩で30分（三島駅から約50分）[1]
- 伊豆箱根鉄道、韮山駅より東海バス奈古谷温泉行（発車時刻要確認）→「奈古谷」停留所下車、徒歩2分